# Avignon-lès-Saint-Claude
Avignon-lès-Saint-Claude é uma comuna francesa na região administrativa de Borgonha-Franco-Condado, no departamento de Jura. Estende-se por uma área de 7,83 km². Em 2010 a comuna tinha 391 habitantes (densidade: 49,9 hab./km²).